# Abdulrahman Alkhiary
Abdulrahman Alkhiary ( en árabe: عبد الرحمن الخياري‎, nacido en 1992/1993),  también conocido como Wajeeh Lion, es un activista por los derechos humanos y periodista que se autodetermina como primer hombre abiertamente gay de origen saudí.

## Comienzo de su vida
Alkhiary abandonó Arabia Saudita a los 12 años, cuando sus padres se mudaron a Estados Unidos. Asistió a la Universidad Estatal de Kansas, donde estudió economía y ciencias políticas y donde, en su último año, asumió el hecho de que era gay. 
Alkhiary solicitó asilo en Estados Unidos en 2013, ya que sabía que tendría que regresar a Arabia Saudí cuando expirase su visado de estudiante. 
Su familia descubrió que era gay en 2016, tras lo cual, "trataron de enviarlo de vuelta a Arabia Saudita inmediatamente y obligarlo a someterse a una terapia de conversión. Wajeeh logró escapar después de dos años de planificación y establecimiento de conexiones legales". 
Le fue concedido asilo en septiembre de 2018,  con ayuda de la Universidad Estatal de Kansas . Le dijo a un entrevistador que estuvo bajo "amenaza directa de secuestro" después de que sus padres descubriesen su sexualidad, y como resultado pasó algunos meses en una casa segura.   

## Activismo
Alkhiary dijo a WIRED que el gobierno saudí utiliza bots en Twitter para controlar el discurso político en el Reino y acosar a activistas como él mismo. “El único objetivo es controlar el algoritmo de tendencias de Twitter en Arabia Saudí y forzar la opinión pública utilizando cuentas bot”. 
Alkhiary se ha manifestado sobre la represión de los opositores y los homosexuales en Arabia Saudita, y le dijo a Insider que: "La mayoría de las personas que conozco en Arabia Saudita tienen dos teléfonos... Uno que tiene las aplicaciones del gobierno y otro que tiene el resto de aplicaciones". 
Alkhiary fue miembro de la junta directiva del Programa Anti-Violencia de la Ciudad de Kansas, una organización sin fines de lucro dedicada a proporcionar servicios a jóvenes LGBTQ, y actualmente es miembro de la junta del Comité de Vivienda de la Comisión de Salud de la Ciudad de Kansas y miembro de la junta de Misurienses por Alternativas a la Pena de Muerte.  También ha ganado un Premio de Liderazgo Internacional del Centro de Antiguos Alumnos de la Universidad Estatal de Kansas.  

## Vida personal
Alkhiary vive en Kansas City, Missouri . 